# 永歳橋
永歳橋（えいさいばし）は、神奈川県足柄上郡山北町にあり、酒匂川水系の丹沢湖に架かる道路橋である。神奈川県道76号山北藤野線を通している。
丹沢湖のシンボル的存在として、多くの観光客に親しまれており、1991年（平成3年）にかながわの橋100選に選ばれている。

## 歴史

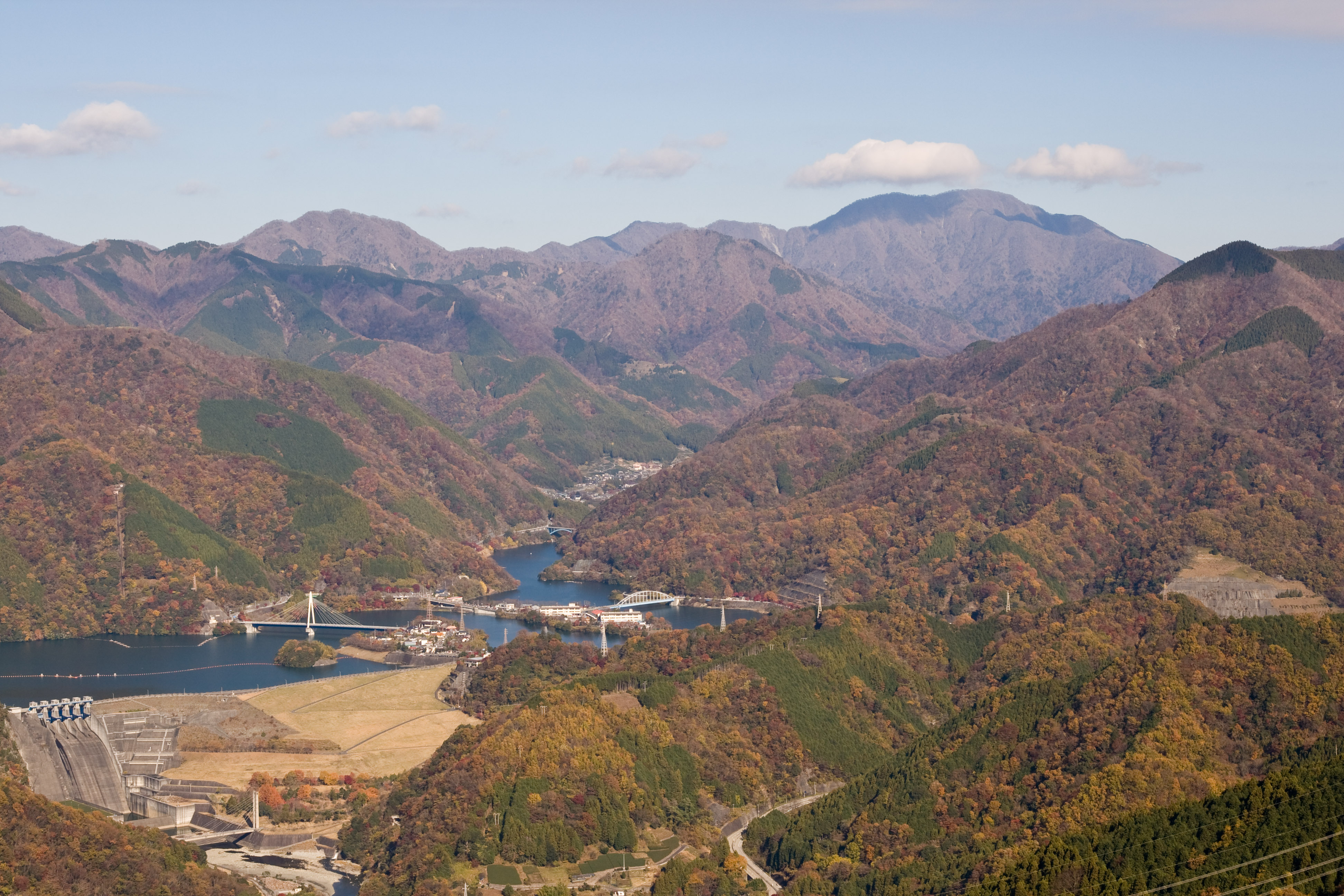
周辺環境

三保ダムの建設に伴い、それまで県道が経由していた三保地区は、丹沢湖の湖底に沈むことになった。県道は付け替えられることになり、建設されたのが本橋である。1977年に竣工。橋の名称は、湖底に沈んだ旧県道に架けられていた名称を引き継いでいる。

## 橋の概要

### 特徴
対風性能を向上させるため、欄干の外側にフラップを、桁を安定させるために桁下にスタビライザーを設置している。これらの効果を確認するため、模型を使用した実験が行なわれている。

### 諸元
- 種別 - 鋼道路橋
- 形式 - 2径間連続鋼斜張橋
- 橋長 - 235m
- 支間 - 90m・145m
- 車線数 - 2
- 活荷重 -
- 施主 - 神奈川県
- 橋梁設計 - 新日本技研
- 橋桁製作 -